# Садова (Дмитровський міський округ)
Садо́ва (рос. Садовая) — присілок у складі Дмитровського міського округу Московської області, Росія.

## Населення
Населення — 2 особи (2010; 0 у 2002).